# The Invisible Man
«The Invisible Man» (укр. «Людина-невидимка») — пісня та сингл британського рок-гурту «Queen», яку написав барабанщик Роджер Тейлор, але вона зарахована до спільної творчості гурту. Пісню співає переважно Фредді Мерк'юрі, з додатковим вокалом Тейлора. Спочатку вийшла в альбомі «The Miracle», а згодом як сингл у 1989 році. Тейлор згадував, що ідея написання «The Invisible Man» прийшла йому, коли він був у ванній та читав відому фантастичну повість Герберта Уеллса «The Miracleing», тоді в його уяві з'явилася бас-лінія до пісні. «The Invisible Man» стала єдиною серед пісень «Queen», коли всі чотири імена учасників гурту згадуються в тексті. Першим згадується Фредді Мерк'юрі, далі Джон Дікон. Ім'я Браяна Мея потім згадується двічі (незадовго до початку його гітарного соло), під час проголошення "Роджер Тейлор", перша "р" вимовляється розкотисто, таким чином наслідуючи удари барабанів в кінці куплета. Ім'я Фредді Мерк'юрі вимовляється Роджером Тейлором, а всі інші імена — Фредді Мерк'юрі.

## Музичне відео
Головне місце музичного відеоролика до пісні посідає відеогра під назвою «The Invisible Man». У відео показано молодого хлопця, що грає в цю гру, та учасники гурту «Queen» (всі одягнені в чорний колір), які є персонажами гри, будучи «поганими хлопцями». Персонажі гри потрапляють в реальний світ і виконують пісню в кімнаті хлопця. Коли вони виконують пісню, хлопець намагається вистрілити в них за допомогою джойстика. Час від часу Мерк'юрі з'являється в різних місцях у дитячій кімнаті, зникаючи перед тим, як хлопець наводить на нього джойстик. Після того, як Мерк'юрі виходить з дитячої шафи з гуртом на додачу, Джон Дікон знімає ковбойський капелюх і кидає на підлогу. Скоріш за все, у марній спробі наслідувати Дікона, хлопець знімає свою бейсболку та одягає його капелюх. Потім на екрані з'являється зображення гурту в грі ще раз, де Дікон без капелюха, а хлопець ходить під їхнім зображенням.
У відеоролику брала участь тодішня 15-річна акторка Данніелла Вестбрук, яка знялася в мильній опері «EastEnders» наступного року.

## Музиканти
- Фредді Мерк'юрі — головний вокал
- Браян Мей — електрогітара
- Роджер Тейлор — головний вокал, бек-вокал, ударні, клавішні, ритм-гітара
- Джон Дікон — бас-гітара, ритм-гітара
- Девід Річардс — клавішні.

## Чарти
| Чарт (1989)                  | Позиція |
| ---------------------------- | ------- |
| Нідерландський чарт синглів  | 6       |
| Німецький чарт синглів       | 31      |
| Ірландський чарт синглів     | 10      |
| Італійський чарт синглів     | 21      |
| Новозеландський чарт синглів | 15      |
| Швейцарський чарт синглів    | 30      |
| Британський чарт синглів     | 12      |

## Кавер-версії
Скетменом Джоном була створена кавер-версія до цієї пісні, в якій багато тексту і інструментальних партій замінюються співом скет. Бутч Хартман, творець анімаційного серіалу «Денні-Фантон» на каналі «Nickelodeon», сказав, що пісня цього серіалу була натхненна бас-лінією «The Invisible Man».